# The Riddle of Steel
The Riddle of Steel (TRoS) är ett amerikanskt fantasyrollspel skapat av Jacob Norwood och publicerat av Driftwood Publishing. Spelet är ett typiskt fantasyrollspel och utspelas i kampanjvärlden Weyrth som kan klassas som high fantasy.
Spelets titel betyder "stålets gåta" på svenska och är inspirerad från filmen Conan Barbaren, speciellt en dialog mellan skurken Thulsa Doom och Conan. Thulsa Doom frågar Conan "vad är stålets gåta?" och svarar genom att förklara för Conan att styrkan av stålet ligger i handen som svingar det.
Flera faktorer skiljer TRoS från andra fantasyrollspel. Det har ett mycket snabbt men komplicerat stridssystem som bygger på verklig erfarenhet och baseras på Norwoods studier i historisk kampsport. Ordföranden i föreningen Association for Renaissance Martial Arts (ARMA), Jon Clements, rekommenderar spelet för realismen i regelsystemet. Erfarenhetspoäng i TRoS baseras på att rollpersonerna följer sina egna mål. Magi i spelet är mycket kraftfull och inte balanserat som i flera andra spel.
En viktig detalj i spelet är de fem spirituella attribut (en: Spiritual Attributes) som varje rollperson har. Dessa attribut låter spelarna definiera vilka områden som de vill koncentrera sin rollpersons hjälteaspekt.

## Utgivna produkter
- The Riddle of Steel Core Rulebook (2002)
- Of Beasts and Men (2003)
- The Flower of Battle (2004)
- The Riddle of Steel Companion (2005)